# Sjötorp
Sjötorp est une localité de Suède située dans la commune de Mariestad du comté de Västra Götaland. Elle couvre une superficie de 0,85 km2. En 2010, elle compte 494 habitants.